# Gmina Leśniowice
Die Gmina Leśniowice ist eine Landgemeinde im Powiat Chełmski der Woiwodschaft Lublin in Polen. Ihr Sitz ist das gleichnamige Dorf mit etwa 360 Einwohnern.

## Gliederung
Zur Landgemeinde Leśniowice gehören folgende Ortschaften mit einem Schulzenamt:
Alojzów
Horodysko
Janówka
Kasiłan
Kumów Majoracki
Kumów Plebański
Leśniowice
Leśniowice-Kolonia
Majdan Leśniowski
Nowy Folwark
Plisków
Poniatówka
Rakołupy
Rakołupy Duże
Sarniak
Sielec
Teresin
Wierzbica
Wygnańce
Weitere Orte der Gemeinde sind Dębina, Kumów Majoracki (osada leśna), Plisków-Kolonia, Politówka, Rakołupy Małe und Rakołupy.